# ICC Americas
ICC Americas ist der für Amerika zuständige Kontinentalverband für die Sportart Cricket sowie einer von fünf kontinentalen Verbänden unterhalb des Weltverbandes International Cricket Council (ICC). Ihm sind 17 nationale Verbände angeschlossen, davon ist eines Vollmitglied und 16 assoziierte Mitglieder.
Der Verband organisiert mehrere Kontinentalwettbewerbe verschiedener Altersstufen, darunter regionale Qualifikationsturniere zu internationalen Cricket-Veranstaltungen. Zu den wichtigsten Turnieren gehören die ICC Americas Championship.

## Mitglieder

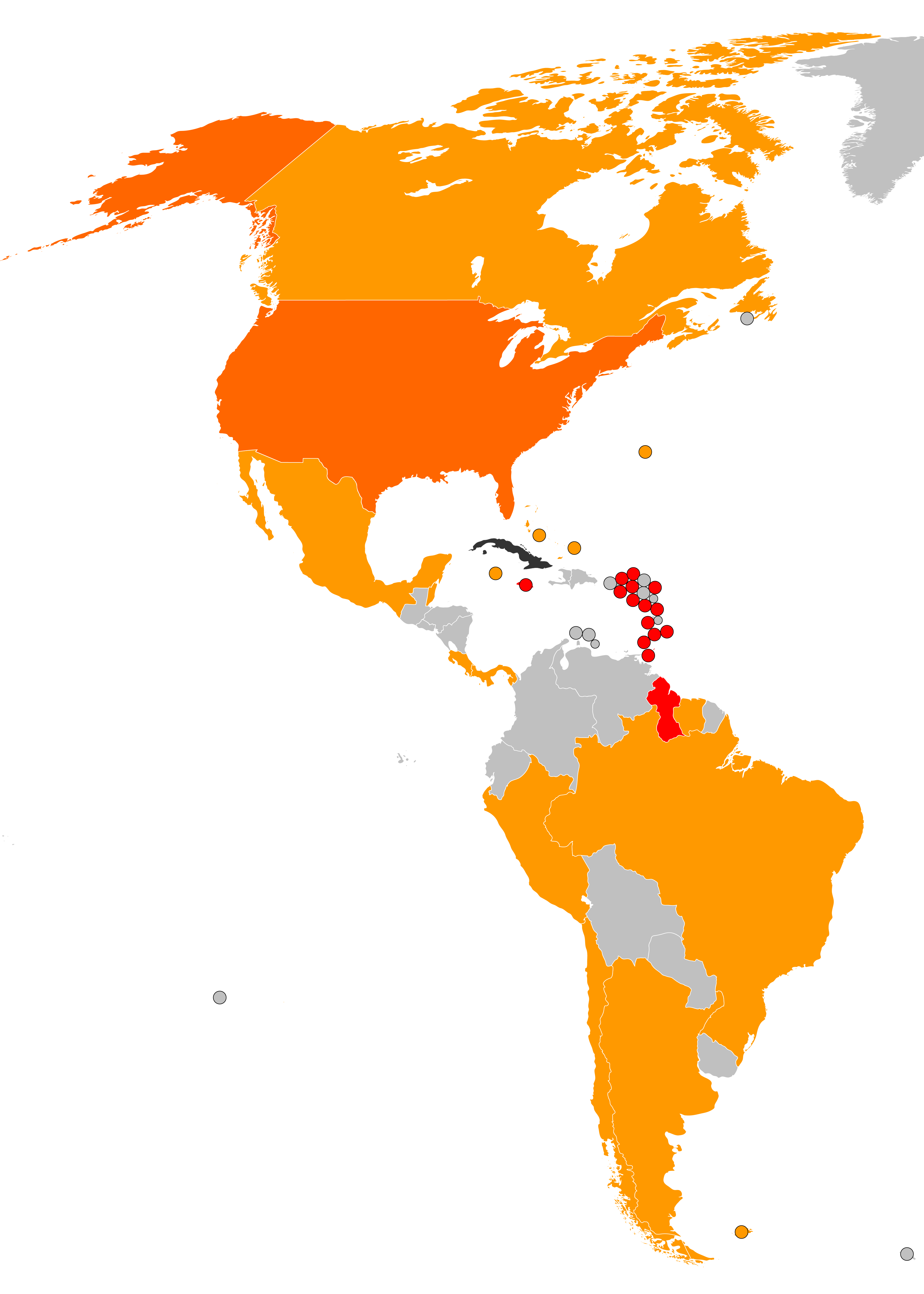
Mitglieder des International Cricket Council (ICC) in Amerika nach Status:
Vollmitglieder mit Test-Status (1)
Assoziierte Mitglieder mit ODI-Status (2)
Assoziierte Mitglieder (14)
Ehemalige oder Nichtmitglieder (1)
Nichtmitglieder

Stand Februar 2024:
| - Argentinien - Bahamas - Belize - Bermuda (BCB) - Brasilien - Cayman Islands - Chile - Costa Rica - Falklandinseln | - Kanada (CC) - Mexiko - Panama - Peru - Suriname - Turks- und Caicosinseln - West Indies (CWI) - Vereinigte Staaten (USAC) |